# Луцкий, Борис Григорьевич

Одно из первых авто Бориса Григорьевича Луцкого

Борис Григорьевич Луцкий (Борис, барон фон Луцкой, нем. Boris von Loutzkoy; 3 января 1865, Бердянск, Таврическая губерния — август 1943, Берлин) — российский и немецкий инженер-конструктор, изобретатель, пионер авиации и автомобилизма.

## Биография
Родился в Бердянске, в состоятельной еврейской семье. Его отец — купец второй гильдии Григорий (Герш) Борисович Луцкий — владел паровой мельницей в Бердянске, был вместе с братом Ильёй занят в меховой торговле, имел войлочную фабрику и продовольственные лавки в Андреевке (Бердянского уезда).
В 1876 году после окончания одноклассного министерского училища в Андреевке поступил в Севастопольское Константиновское реальное училище. В 1882 году окончил Бердянскую мужскую гимназию (его младший брат Исаак, впоследствии юрист, окончил ту же гимназию с серебряной медалью в 1896 году, её же окончил и другой младший брат Владимир). В том же году Луцкий поступил на механико-техническое отделение (специальность — инженер-механик) Высшей технической школы Мюнхена, приоритетным направлением работы Б. Луцкого стали двигатели внутреннего сгорания, во время обучения он получил патент на одно из своих изобретений. Ещё будучи студентом, Луцкий сделался одним из перспективных разработчиков газовых моторов. По окончании института он получил ряд выгодных предложений от немецких фирм относительно сотрудничества.
Окончив вуз, вернулся в Россию, служил в императорской армии, после чего вновь уехал в Германию.

## Жизнь и карьера в Германии
Поступил инженером на фирму «Ландес и Машиностроительная Компания». В 1888 году на Мюнхенской выставке в качестве одного из экспонатов был выставлен сконструированный им газовый двигатель. Это изобретение привлекло внимание специалистов, а фирма Koebers-Eisenberg тут же приобрела на него патент. Затем он некоторое время работал в Гарбурге, Северная Германия. В конце 1890 года Б. Луцкий получил приглашение занять место главного инженера в «Нюрнбергской машиностроительной компании» — одной из крупнейших фирм Германии, которая выкупила патент на его газовый двигатель. В течение последующих 6 лет изобретатель жил и работал в Нюрнберге, наладил серийное производство двигателей внутреннего сгорания и разработал несколько новых экспериментальных моделей.
В 1897 году изобретатель переехал в Берлин, где стал работать в фирме Gesellschaft fur Automobil-Wagenbau. Прибыль от изобретений позволила основать собственное конструкторское бюро. Осенью того же года, он вместе с Г. Даймлером, Р. Дизелем, Л. Лонер, Э. Румплер и Э. Ван дер Зипен основали «Европейский автомобильный союз».
Продолжительное время был Главным инженером (техдиректором) фирмы Daimler и входил в совет директоров фирмы Даймлер-Мариенфельде. При содействии Луцкого активно развивалось сотрудничество между фирмой Daimler и заводом Лесснера в России, в автомобилях которого были реализованы патенты Луцкого.

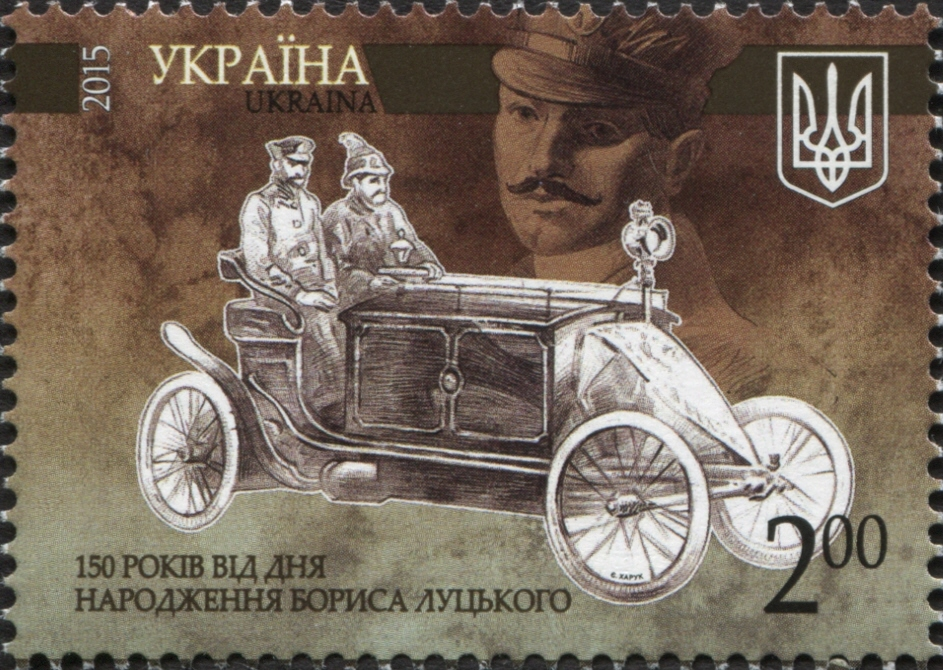
Почтовая марка Украины посвящённая 150-летию со дня рождения Б. Луцкого. 2015 г.

### Автомобили
Он был конструктором автомобилей, надводных судов, подводных лодок и самолётов. Им созданы оригинальные стационарные газовые, бензиновые, керосиновые двигатели внутреннего сгорания, двигатели для автомобилей, в том числе и тяжелых грузовиков, трициклов и самолётов. Первые автомобили с маркой Loutzky, собранные фирмой Gesellschaft fur Automobil-Wagenbau, экспонировались на выставке в Берлине в 1899 году. В 1900 году Луцкий руководил автомобильным отделом Всемирной выставки в Париже. Именно там он знакомится с адмиралом Верховским и получает от него заказ на изготовление двигателей для катеров и подводных лодок для русского флота.
Ему принадлежит создание первого в мире автомобильного двигателя с вертикальным размещением цилиндров.
В 1900 году Луцкий обратился с письмом к русскому военному агенту в Берлине, предлагая российскому военному ведомству проект нового автомобиля, оснащенного орудиями. Изобретатель описывал эту машину как «четырёхколёсный самокат весом в 400 килограмм для передвижения скорострельного орудия, 500 патронов и трёх человек». Этот автомобиль мог развивать скорость до 45—55 вёрст/ч (примерно 48—58 км/ч).
Однако Артиллерийский комитет, куда было перенаправлено письмо, оставил предложение изобретателя без положительного ответа. В 1902 году Луцкий предложил российскому военному ведомству испытать свои автомобили на ежегодных военных манёврах. Это предложение было принято, и в конце лета 1902 года на манёврах под Курском появились две новые машины: грузовик на 150 пудов с двигателем в 16 лошадиных сил и 4-местный легковой автомобиль, который предназначался «для штабной службы».

### Лодки и суда
Есть сведения, что в 1904 году изобретатель сконструировал быстроходную моторную лодку «Лукерья», скорость которой превышала 10 узлов (18,52 км/ч). Он был одним из основателей Германского моторно-яхтенного клуба, где участвовал на лодке «Лукерья» в гонках. Позднее он построил лодку «Царица» с двигателем мощностью 500 лошадиных сил и в 1908 году в гонках на Боденском озере получил первый приз, а в 1909 в Киле — сразу два первых места. С 1904 по 1909 год петербургский завод «Лесснер», который участвовал в изготовлении двигателей для катеров и лодок по немецким чертежам, по лицензии выпускал автомобили «Даймлер-Луцкий», а Борис Луцкий в эти годы работал на заводе инженером-консультантом.
В 1907 году при активном участии Луцкого был построен двигатель внутреннего сгорания мощностью 6 тыс. лошадиных сил, предназначавшийся для русского миноносца «Видный». В 1910 году он провел испытания одной из трех моделей подобных двигателей в присутствии российских военных, дипломатических и правительственных представителей.

### Авиационные моторы
В 1909 Луцкий занялся и разработкой авиационных моторов. Первым его самолётом был моноплан с размахом крыла 18 метров и площадью 50 квадратных метров. Вес нового самолёта составлял 950 килограмм вместе с пилотом, что вдвое превышало обычный вес самолётов того времени, на нём было установлено два четырёхцилиндровых двигателя мощностью 55 лошадиных сил. Затем он построил новый самолёт, с оригинальными техническими решениями: два мощных двигателя «Аргус» в носовой части имели отдельные приводы, ведущие к воздушному винту. Также в истории авиации это был первый самолёт с соосными пропеллерами. Самолёт демонстрировался в Берлине в 1912 году и по сообщению журнала «Воздухоплаватель», мог развить скорость до 150 км/ч. Однако машина так и осталась только экспериментальной, поскольку оставалась нерешённой проблема передачи мощности двигателя на винты. В 1913 году Луцкий строит свой третий самолёт, двухместный моноплан, с размахом крыла 13,5 метров и единственным двигателем мощностью 150 л. с. В этом самолёте Луцкий добился очень высокого КПД двигателя для того времени, удельный расход топлива составлял 214 г/л. с. час. Луцкий хотел получить от русского правительства заказ на производство этой модели и организовал полёт из Берлина в Петербург. Однако уже почти на самой границе государств самолёт загорелся из-за лопнувшей трубки, по которой поступал в двигатель бензин. Пилот смог посадить горящий самолёт и остался цел, но машина была полностью уничтожена. Автор книги «История конструкций самолётов в СССР до 1938 г.», В. Б. Шавров полагает, что трубка была испорчена немцами заранее, чтобы не допустить появление в России качественных самолётов.
Ещё в 1906 году Луцкий был удостоен почётного гражданства Российской империи, а в 1911 оду ему был пожалован баронский титул, при этом фамилия изменена на Луцкой.
С 1912 года Луцкий входил в состав дирекции немецкой моторостроительной компании «Аргус». Также Луцкий был атташе по промышленным вопросам в русском посольстве Берлина.
В 1914 году, после возвращения из поездки в Россию, Луцкий был арестован немецкими властями, так как он был российским подданным и попал под подозрение в шпионаже. Через несколько дней началась Первая Мировая война и немцы активно вербовали Луцкого, однако он категорически отказывался работать на них против своей страны. Несколько лет изобретатель провел в заключении в Шпандау и был освобожден только после подписания мирного договора. О последних годах жизни Бориса Луцкого практически ничего не известно, но вклад его в развитие мирового и отечественного машиностроения огромен.
В энциклопедии Браунбека 1912 Б. Луцкий назван одним из величайших пионеров автомобилизма. Последний патент на изобретение получил в 1936 году.

## Поздние годы
В 1934 г., уже в годы нацизма, построил своё последнее изобретение — самолёт-амфибию.
В годы нацизма отношение властей к нему было двойственным; ввиду еврейского происхождения его роль в развитии германских технологий игнорировалась, имя исчезло из публикаций; в то же время, благодаря старым связям, пользовался покровительством Геринга, который дал ему звание «почётный ариец», также власти признали за ним баронский титул. В 1940 г. безуспешно пытался предупредить советское посольство о готовящемся нападении Германии (о котором узнал от знакомого в Министерстве авиации), однако его сообщение проигнорировали.
Умер в августе 1943 года, похоронен на Русском кладбище Берлин-Тегель.
В 1900—1904 годах был женат на пианистке Ольге Самарофф.